# 克音河乡
克音河乡，是中华人民共和国黑龙江省绥化市绥棱县下辖的一个乡镇级行政单位。

## 行政区划
克音河乡下辖以下地区：
十四井村、四井村、部落村、九井村、向荣村、中兴村、克音村和西林村。